# Menw
Menw figlio di Teirgwaedd è un mago della corte di re Artù delle prime leggende arturiane e della mitologia gallese.
Nel racconto medio gallese Culhwuch e Olwen Menw accompagna Artù e ha la capacità di rendere le persone invisibili.
Ne Il Sogno di Rhonabwy è uno dei consiglieri di Artù.
Nelle Triadi Gallesi impara uno dei Tre Grandi Incantesimi dell'Isola di Britannia da Uther Pendragon.